# Asilus cyanus
Asilus cyanus là một loài ruồi trong họ Asilidae. Asilus cyanus được Lynch & Arribálzaga miêu tả năm 1880. Loài này phân bố ở vùng Tân nhiệt đới.